# Vox in excelso
Vox in excelso è una bolla pontificia promulgata da Papa Clemente V il 22 marzo 1312. Con essa il Papa soppresse l'ordine dei Cavalieri templari, così rimuovendo l'appoggio papale e revocando i mandati loro conferiti dai Papi precedenti nel XII e XIII secolo.
Tra i motivi della soppressione, elencati nella Bolla, ci sono "la condotta perversa ed irreligiosa di molti suoi membri", "in considerazione dello scandalo ormai non sanabile", "in considerazione dell'eresia a cui sono esposte la fede e le anime".